# Castello di Calestano
Das Castello di Calestano ist eine abgegangene mittelalterliche Hangburg oberhalb der Gemeinde Calestano in der italienischen Region Emilia-Romagna.

## Geschichte
Das erste Zeugnis der Existenz einer Burg in Calestano stammt aus dem Jahr 1249, als die Stadt Parma sie zusammen mit den Burgen in Marzolara, Alpicella und Vigolone dem Grafen von Lavagna, Alberto Fieschi, überließ. 1275 ernannte Ottobono Fieschi, der spätere Papst Hadrian V., seinen Bruder Percivalle als Erben dieser Anwesen. Nach dem Tod des letzteren setzte Fieschi seine Neffen Luca, Carlo und Ottobono aus dem Familienzweig der Torriglia als Erben ein. 1313 wurden sie vom Kaiser des Heiligen Römischen Reiches, Heinrich VII., eingesetzt.
1370 ließ der Herrscher von Mailand, Bernabò Visconti, in Calestano eine Festung bauen, um die Gegend gegen mögliche Angriffe von Seiten des Markgrafen von Ferrara, Niccolò II. d’Este zu schützen.
1426 betraute der Herrscher von Mailand, Filippo Maria Visconti, den Condottiere Pier Maria I. de’ Rossi mit der Eroberung des Gebietes des Baganzatals, das sich in der Hand der Fieschis, seiner Feinde, befand. De’ Rossi eroberte die Burg von Marzolara und ließ eine Festung in Calestano vor der Burg von Gian Luigi Fieschi bauen, der bei dem Versuch, sie zu stürmen, verwundet und gefangen genommen wurde.
Der Krieg wurde viele Jahre lang im gesamten Gebiet von Parma fortgesetzt und 1431 versprach Niccolò Piccinino dem Grafen Gian Luigi Fieschi die Wiederherstellung der Burgen in Marzolara, Calestano und Vigolone am Ende des Konfliktes unter der Bedingung, das sie in der Zwischenzeit in den Händen von Niccolò de’ Terzi, dem Krieger, blieben. Daher befahl er dem Referenten der Stadt Parma, Anton Simone Butigelli, sie an den Krieger zu übergeben. Es wurde aber später Baldo Soardi eingesetzt, der 1438 von Bischof Delfino della Pergola exkommuniziert wurde, weil er dem Bistum Parma nicht den Zehnten weitergeleitet hatte, den er von den Bewohnern von Fragno eingesammelt hatte.
1439 verlehnte Filippo Maria Visconti die Lehen dem Kanzler von Niccolò Piccinino, Albertino de’ Cividali und später an die Grafen von Canino und Giovanni da Oriate. 1443, nach dem Ende des Krieges, gab der Herzog die Burgen von Calestano, Marzolara und Vigolone dem Grafen Gianantonio Fieschi als Zeichen der Anerkennung seiner Unterwerfung zurück.
1465 verlehnte der Herzog von Mailand, Francesco I. Sforza, das Lehen an den Condottiere Giorgio da Gallese. 1474 folgte ihm Giorgio del Carretto nach, aber im Folgejahr verlehnte es der Herzog Galeazzo Maria Sforza an den herzoglichen Berater Pietro Landriani. Nach dem Tod des Letzteren 1498 erbte dessen Sohn Jacopo die Burg, aber wegen der Proteste der Bewohner widerrief der Herzog Ludovico Sforza im Folgejahr die Investitur. Die Burg wurde also an Gian Luigi Fieschi zurückgegeben und nach dessen Tod erbten das Lehen zusammen mit dem von Vigolone, Grondona, Garbagna, Loano und einem Teil dessen von Varzi dessen Söhne Scipione und Sinibaldo.
1650 verkauften Carlo Leone und Claudio Fieschi die Rechte an Calestano, Marzolara, Vigolone und Alpicella, sowie ihre Burgen mit Zubehör an den Grafen Camillo Tarasconi.
Später fiel die vollkommen aufgegebene Burg dem Verfall anheim, sodass 1804 nur noch einige Ruinen übrigblieben. Heute ist davon keine Spur mehr zu sehen.